# Lothar von Seebach
Pour les articles homonymes, voir Seebach.
Le baron Lothar von Seebach (parfois Lothaire de Seebach), né le 26 mars 1853 à Fessenbach, ancien village ultérieurement incorporé à la commune d'Offenbourg et mort le 23 septembre 1930 à Strasbourg, est un peintre, dessinateur, aquarelliste et graveur badois, surtout connu pour avoir été, autour de 1900, le peintre de la vie strasbourgeoise. Il fut membre du cercle de Saint-Léonard.

## Biographie
Né en 1853 dans une famille allemande originaire du grand-duché de Bade, ses parents reconnaissent très tôt ses dons pour le dessin et la peinture et le font étudier la peinture à l'huile auprès de Emil von Heimburg, un artiste issu de l'école de Munich où il fréquentait les cercles de Karl von Piloty, Franz von Lenbach et Hans Makart.
Encouragé par ses premières ventes de tableaux, Lothar choisit en 1872 de s'inscrire à l'Académie des beaux-arts de Karlsruhe, avec Ferdinand Keller.
En 1875, après son diplôme, il rejoint sa famille installée à Strasbourg, où son père sert comme officier depuis le rattachement de l'Alsace à l'Empire allemand.
Comme d'autres peintres avant lui, il installe son atelier dans la tour de l'Hôpital construite au XIVe siècle.
Il rompt avec la peinture d'histoire et se tourne vers la nature-morte qui lui permet de vivre de son art, en subvenant également aux besoins de sa famille après la mort prématurée de son père.
Il expose en 1880 au Salon de Paris où ses fréquents voyages lui permettent de suivre l'évolution de l'impressionnisme dans les salons dissidents.
Son oeuvre s'inscrira à la fois dans la tradition du tableau de commande peint en atelier et d'une oeuvre personnelle avec un rendu propre de la nature. Sa devise fut : « Je ne peins pas des tableaux, seulement des études. »
Lothar von Seebach fait partie du groupe d'artistes connu sous le nom de « Cercle de Saint-Léonard » – du nom d'un hameau de la commune de Bœrsch dans le Bas-Rhin – et qui réunit : Paul Braunagel, Auguste Cammissar, Benoît Hartmann, Léon Hornecker, Anselme Laugel, Henri Loux, Alfred Marzolff, Georges Ritleng, Joseph Sattler, Émile Schneider, Léo Schnug, Charles Spindler et Gustave Stoskopf.

## Œuvres
Il réalisa plusieurs portraits de la poète Elsa Koeberlé, fille du chirurgien Eugène Koeberlé dont il était proche.

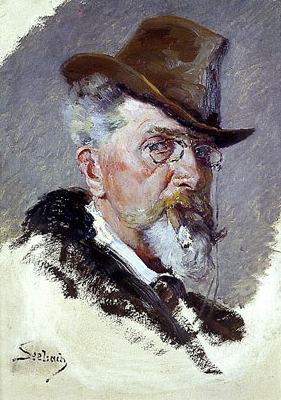
Autoportrait
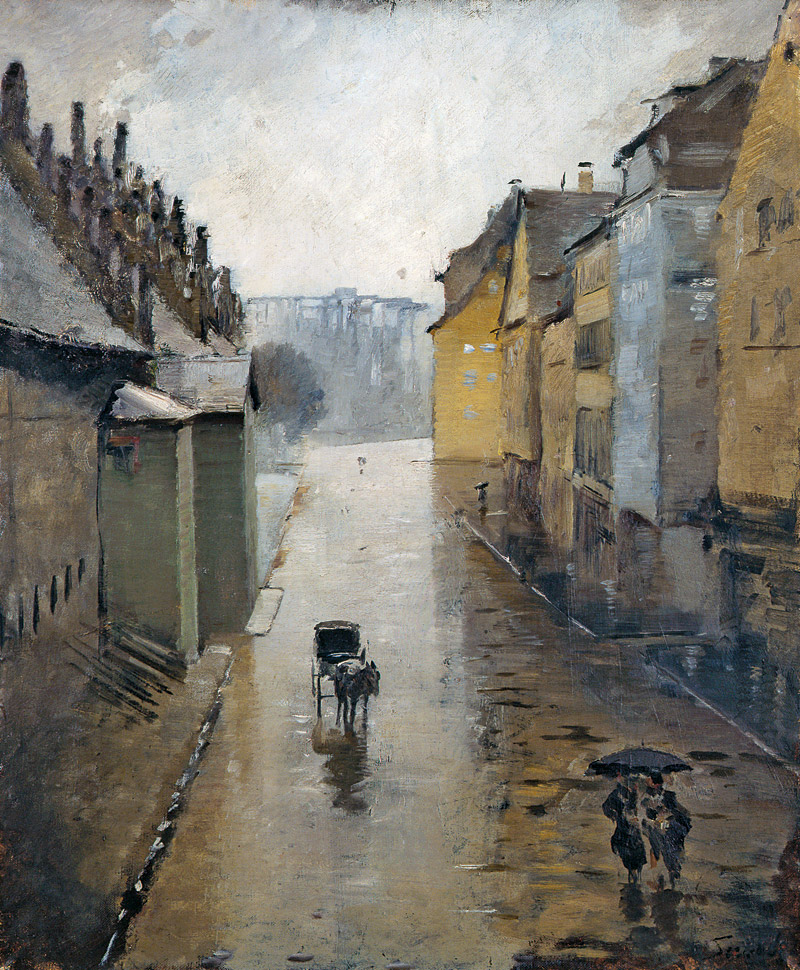
La Rue de la Douane à Strasbourg, effet de pluie (1895)
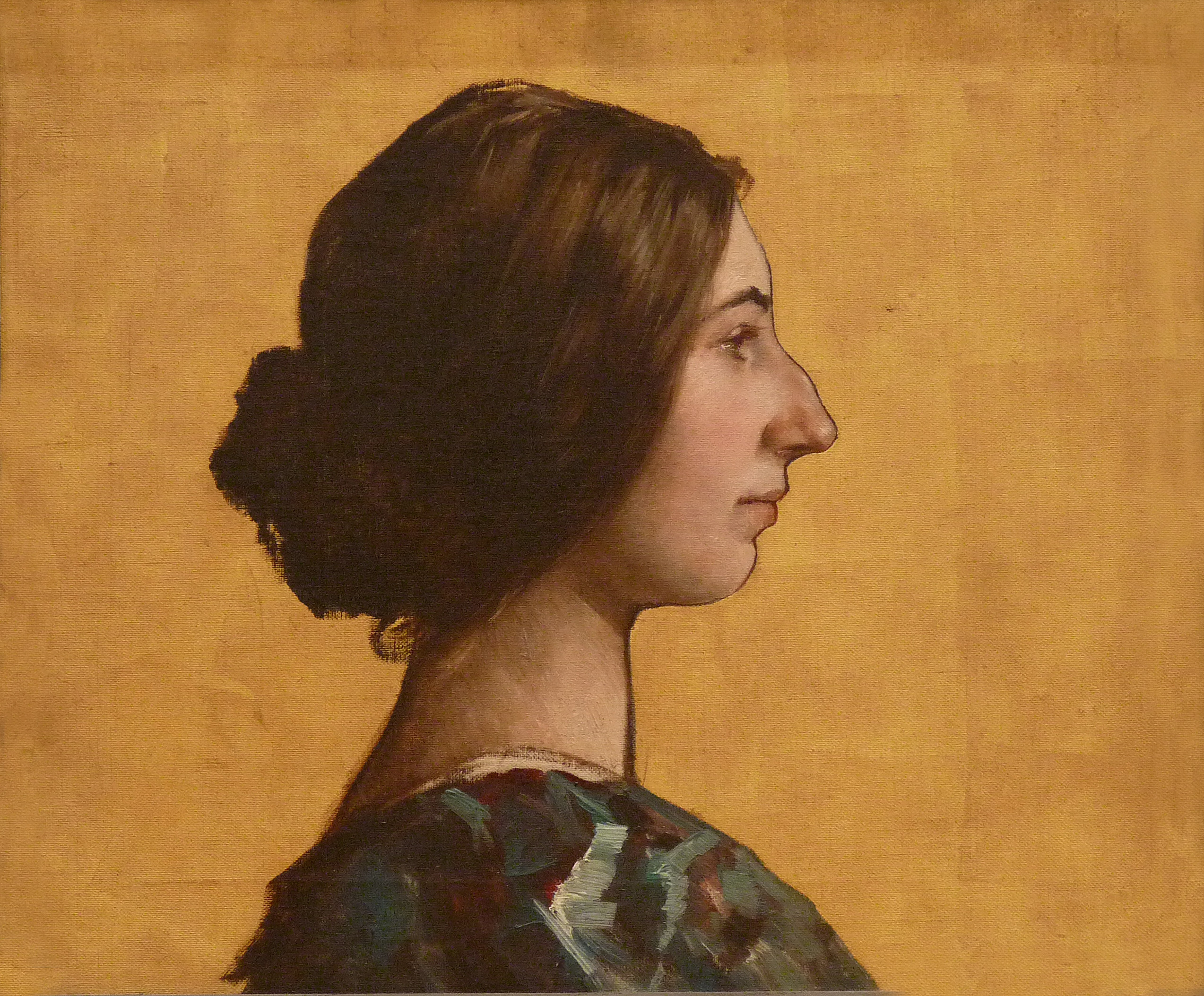
Portrait d'Elsa Koeberlé (1898)
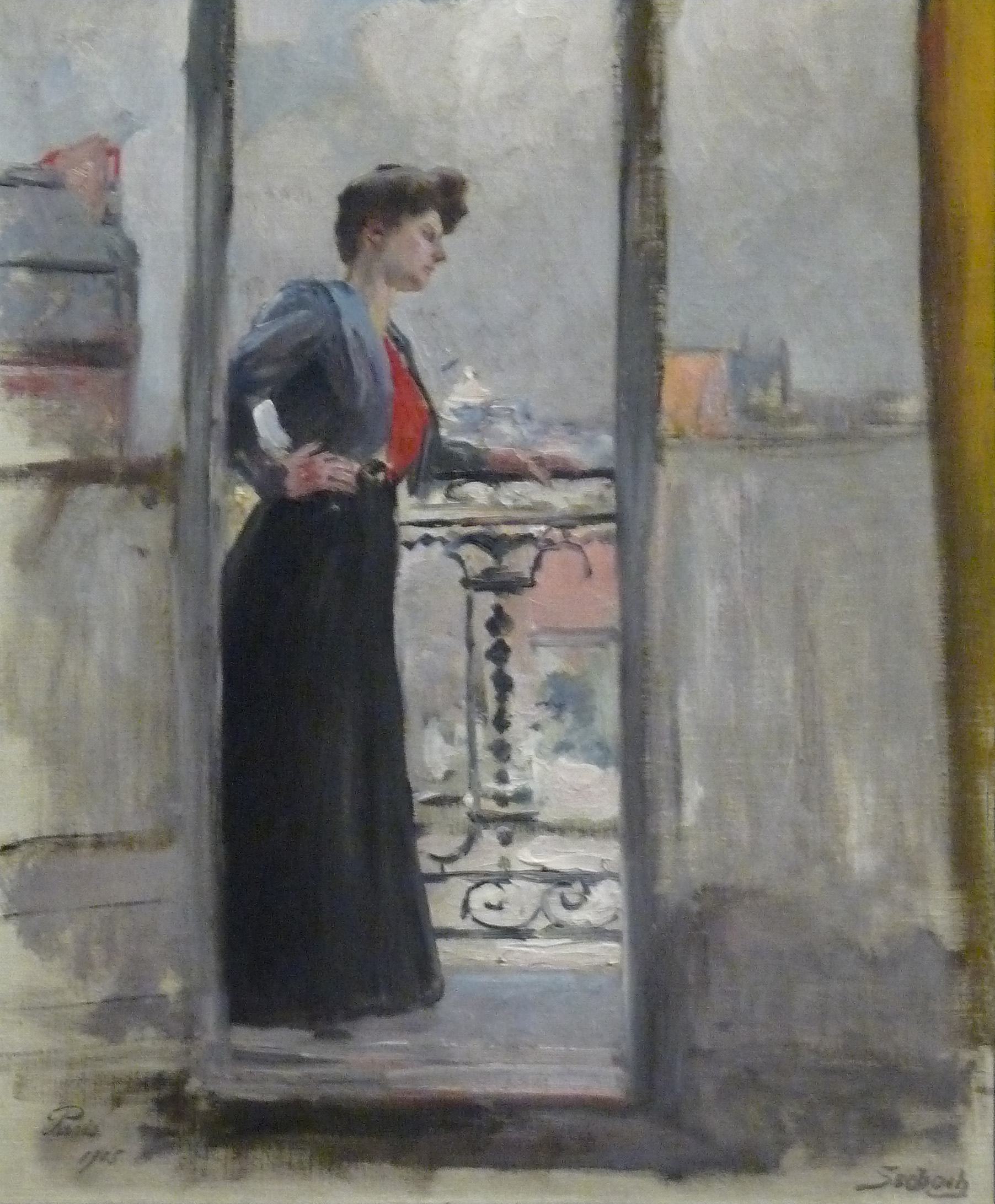
Plein air, femme à son balcon (1905)

## Hommages

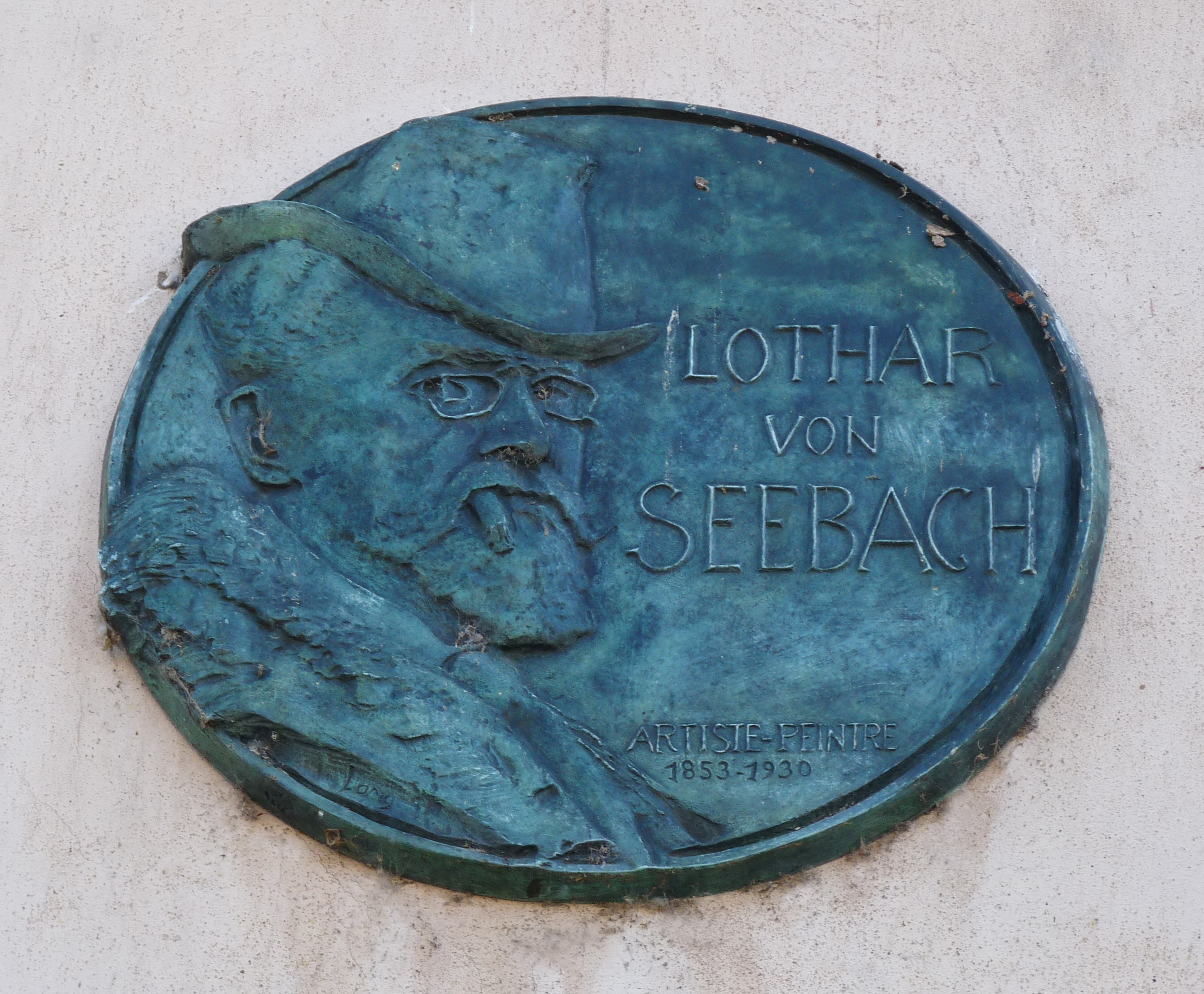
Plaque commémorative à Strasbourg (autoportrait)

Le quartier de la Robertsau, au nord de Strasbourg, possède une « rue Lothaire-de-Seebach ». Elle relie la rue de Pourtalès à la rue René-Kuder.
En 1996 le Musée historique de Haguenau lui consacre une rétrospective.

### Bibliographie

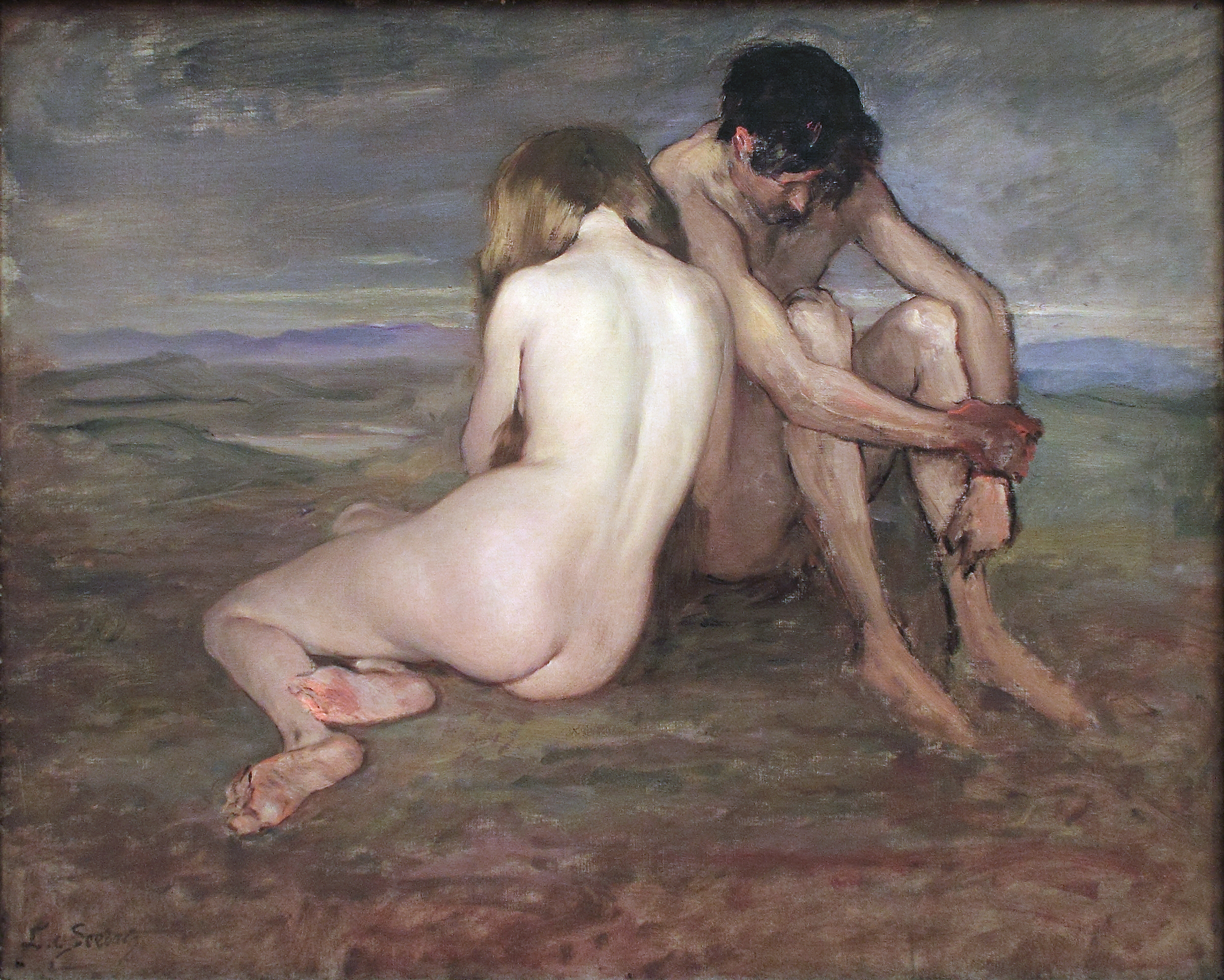
Adam et Ève (vers 1910), musée d'art moderne et contemporain de Strasbourg.